# Łąkoszyn
Łąkoszyn – część miasta Kutna (historycznie nazywana dzielnicą mieszkaniową) położona na prawym brzegu rzeki Ochni. 
Łąkoszyn nie tworzy jednostki pomocniczej miasta (dzielnicy, osiedla).
Tradycyjnie Łąkoszyn dzielony jest jeszcze na tzw. Łąkoszyn Nowy (bloki) oraz Łąkoszyn Stary (stare i nowe domki jednorodzinne). Centrum dzielnicy stanowi, jak niegdyś, kościół pw. św. Stanisława Męczennika z 1912 r. Łąkoszyn posiada także własny cmentarz parafialny.
Dzielnica jest podzielona na dwie części przez obwodnicę Kutna w ciągu drogi krajowej nr 92.
Układ przestrzenny Łąkoszyna nie zachował żadnych czytelnych śladów rozplanowania miejskiego.

## Historia
Początkowo Łąkoszyn był osobnym tworem urbanizacyjnym. Pierwsza wzmianka o istnieniu znajdującej się w szlacheckich rękach miejscowości pochodzi z 1359.  Na przełomie XIV i XV w. właściciele dokonali tu lokacji miasta, co potwierdza wzmianka z 1417. Od tego czasu Łąkoszyn stanowił znaczną konkurencję dla rozwijającego się po drugiej stronie Ochni Kutna. Przypuszcza się, że Łąkoszyn był pod koniec średniowiecza miejscem, w którym miały miejsce sesje wyjazdowe łęczyckiego sądu grodzkiego. Rzeka stanowiła granicę województw: rawskiego (w nim leżało Kutno) i łęczyckiego (Łąkoszyn). Oba miasta spierały się przez lata ze sobą w sądach. Jednak miasto Łąkoszyn nie wytrzymało rywalizacji z mazowieckim Kutnem - pod koniec XVIII w. było już ubogą osadą, liczącą zaledwie 101 mieszkańców. W konsekwencji w pierwszej poł. XIX w. Łąkoszyn występuje już jako wieś, jednak data odebrania mu praw miejskich pozostaje nieznana.
Od 1867 w gminie Kutno. W okresie międzywojennym należał do powiatu kutnowskiego w woj. warszawskim. 20 października 1933 utworzono gromadę Łąkoszyn w granicach gminy Kutno, składającą się z samego Łąkoszyn a.  1 kwietnia 1939 wraz z całym powiatem kutnowskim przeniesiony do woj. łódzkiego. Podczas II wojny światowej włączony do III Rzeszy.
Po wojnie  Łąkoszyn powrócił do powiatu kutnowskiego w województwie łódzkim, gdzie stanowił jedną z 22 gromad gminy Kutno. W związku z reorganizacją administracji wiejskiej jesienią 1954, Łąkoszyn wszedł w skład nowej gromady Nowa Wieś, a po jej zniesieniu 31 grudnia 1961 – do gromady Kutno, którą równocześnie przemianowano na Kutno-Zachód. W 1971 roku liczył 101 mieszkańców.
Od 1 stycznia 1973 w gminie Kutno jako część sołectwa Łąkoszyn, obejmującego także Antoniew i Wiktoryn. W latach 1975–1976 miejscowość należała administracyjnie do województwa płockiego.
2 lipca 1976 Łąkoszyn włączono do Kutna.